# Taman Asri
Taman Asri is een bestuurslaag in het regentschap Ogan Komering Ulu van de provincie Zuid-Sumatra, Indonesië. Taman Asri telt 2443 inwoners (volkstelling 2010).